# منشور ملل متحد
منشور ملل متحد سندی است که هدف‌ها و سازمان و نحوه کار سازمان ملل متحد و نهادهای وابسته به آن را تعیین می‌کند. این سند در حکم اساسنامه سازمان ملل است.
متن منشور ملل متحد در ۲۶ ژوئن ۱۹۴۵ در سانفرانسیسکو در پایان کنفرانس ملل متحد به امضای ۵۰ کشور از ۵۱ کشور اولیه (لهستان در کنفرانس شرکت نکرد) رسید و در ۲۴ اکتبر ۱۹۴۵ لازم‌الاجرا شد. امروزه ۱۹۳ کشور آن را امضا کرده‌اند و رعایت مفاد آن برای همه اعضای سازمان ملل متحد الزامی است. در متن منشور صریحاً تأکید شده که مفاد منشور بر هر قرارداد بین‌المللی دیگری مقدم است.

## ساختار
این منشور از یک یادداشت مقدماتی، یک دیباچه و ۱۹ فصل تشکیل شده‌است.
- در یادداشت مقدماتی افزوده‌ها به منشور و تاریخ آن‌ها ذکر شده و اساسنامه دیوان بین‌المللی دادگستری جزء لاینفک منشور ملل متحد اعلام شده‌است.
- در دیباچه (که به‌طور کلی از دیباچه قانون اساسی ایالات متحده آمریکا گرفته شده‌است)[نیازمند منبع] اهداف کلی سازمان ملل متحد آمده‌است.
- فصل یک اهداف سازمان ملل و اقدامات آن برای تأمین صلح و امنیت در جهان را برمی‌شمرد.
- فصل دو شرایط عضویت در سازمان ملل متحد است.
- فصل‌های سه تا پانزده مجموعه‌ای از اسناد مربوط به ارکان و سازمان‌های وابسته به سازمان ملل و شرح وظایف آن‌ها است.
- فصل‌های شانزده و هفده ترتیبات ترکیب و ادغام مقرارات سازمان ملل با دیگر عهدنامه‌های موجود بین‌المللی را شرح می‌دهد.
- فصل‌های هجده و نوزده شامل ترتیب افزوده‌های منشور و نحوه تصویب آن‌ها است.[۲][۳][۴]